# El peregrino apasionado
El peregrino apasionado (en catalán El pelegrí apassionat) es un ciclo novelístico de Joan Puig i Ferreter en doce volúmenes, publicados en su mayoría en el exilio en Perpiñán. Bajo el influjo de Fiódor Dostoyevski y de Marcel Proust, la gran saga de Puig i Ferreter quiere ser un ambicioso retablo de la Cataluña literaria y política de los primeros años cuarenta del siglo XX.

## Títulos
- Janet vol ser un heroi (1952), Janet quiere ser un héroe
- Homes i camins (1952), Hombres y caminos
- Janet imita el seu autor (1954), Janet imita su autor
- Vells i nous camins de França (1955), Viejos y nuevos caminos de Francia
- Els emotius (1956), Los emotivos
- Demà...(1957), Mañana ...
- Les profanacions (1958) Las profanaciones
- Els amants enemics (1959), Los amantes enemigos
- La traïció de Llavaneres (1961), La traición de Llavaneres
- El penitent (1962), El penitente
- Pel camí dels desgreuges (1963), Por el camino de los desagravios
- Ascensió (1977, en Barcelona), Ascensión